# Marek Leśniak (duchowny)
Marek Leśniak (ur. 24 kwietnia 1968 w Krakowie, zm. 1 sierpnia 2017 tamże) – polski ksiądz rzymskokatolicki, wykładowca teologii moralnej na Uniwersytecie Papieskim Jana Pawła II w Krakowie, przełożony i wicerektor Wyższego Seminarium Duchownego w Krakowie, członek Komitetu Organizacyjnego Światowych Dni Młodzieży Kraków 2016

## Życiorys
Urodził się w 24 kwietnia 1968 roku jako drugie z trojga dzieci Franciszka i Władysławy Leśniaków. W 1993 roku przyjął święcenia kapłańskie z rąk metropolity krakowskiego kardynała Franciszka Macharskiego. Pracował jako wikariusz parafii w Libiążu i Piaskach Wielkich. Ukończył studia teologiczne w Rzymie, gdzie uzyskał stopień naukowy doktora. Od 2007 roku był nauczycielem akademickim Papieskiej Akademii Teologicznej w Krakowie (obecnie: Uniwersytet Papieski Jana Pawła II), gdzie wykładał teologię moralną. Pełnił również funkcję wicerektora Wyższego Seminarium Duchownego w Krakowie. W latach 2007–2017 pracował w Komisji ds. Dialogu Społecznego przy Sejmiku Wojewódzkim. Przez wiele lat był związany z Arcybractwem Miłosierdzia i Rycerzami Kolumba, których był kapelanem. Współzałożył i pełnił rolę wiceprezesa Fundacji im. Św. Jana Kantego. Od 2013 roku był członkiem Kapituły Kolegiackiej przy bazylice św. Floriana. W 2016 r. została mu powierzona rola szefa sekcji rejestracji Światowych Dni Młodzieży.
Zmarł 1 sierpnia 2017 roku po rozległym zawale. Został pochowany w krypcie Kanoników Kapituły Kolegiackiej św. Floriana.